# Epidendrum chalcochromum
Epidendrum chalcochromum är en orkidéart som beskrevs av Eric Hágsater. Epidendrum chalcochromum ingår i släktet Epidendrum och familjen orkidéer.
Artens utbredningsområde är Costa Rica. Inga underarter finns listade i Catalogue of Life.